# صخره‌ماهی هوسران
صخره‌ماهی هوسران (نام علمی: Sebastes levis) نام یک گونه از سرده صخره‌ماهی است.